# Atrichopleura hirtipes
Atrichopleura hirtipes är en tvåvingeart som beskrevs av Mario Bezzi 1909. Atrichopleura hirtipes ingår i släktet Atrichopleura och familjen dansflugor. Inga underarter finns listade i Catalogue of Life.